# Juan Padilla
Juan Padilla, född den 16 september 1965 i Havanna, är en kubansk före detta basebollspelare som tog guld för Kuba vid olympiska sommarspelen 1992 i Barcelona, och som även tog guld vid olympiska sommarspelen 1996 i Atlanta.